# Фёдоров, Дмитрий Васильевич
Дмитрий Васильевич Фёдоров (1915—1991, Ленинград, СССР) — советский футболист, защитник, играл в хоккей с шайбой.
Автор первой шайбы ленинградцев в чемпионате СССР по хоккею — в составе «Динамо».
В футбольном «Динамо» — с 1942 года. В 1945—1947 годах в чемпионате провёл 13 игр.
Участник Великой Отечественной войны.
Скончался в 1991 году. Похоронен на Серафимовском кладбище.
Младший брат Валентина Фёдорова.